# 李艾莉萨
李艾莉萨（韓語：이에리사，1954年8月15日—），韩国女子乒乓球运动员。她曾获得1973年世界乒乓球锦标赛女子团体金牌。她也参加了1974年亚洲运动会，结果获得女子团体的银牌。